# Pasaż Simonsa w Warszawie

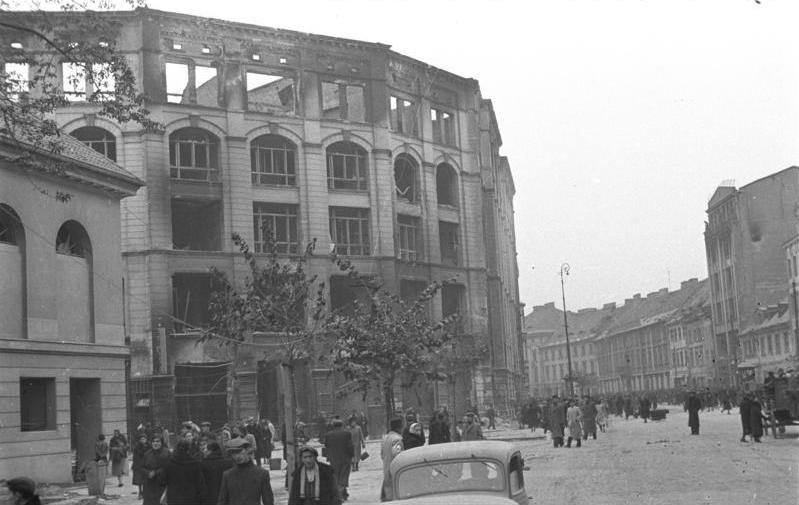
Wypalony południowy budynek Pasażu Simonsa (1939)

Pasaż Simonsa – wielofunkcyjny kompleks handlowo-usługowy, który w latach 1903–1944 znajdował się u zbiegu ulic Długiej i Nalewek (obecnie ulica Stare Nalewki) w Warszawie.

## Historia

### 1903–1944
Pasaż Simonsa składał się z dwóch budynków. Pierwszy z nich został ukończony w 1903 roku w miejscu po rozebranym kościele i klasztorze sióstr Brygidek u zbiegu ulic Długiej i Nalewek. Nowatorski wówczas projekt przygotowany przez architekta inż. Terleckiego powstał na zlecenie berlińskiego kupca Alberta Simonsa. 
W latach 1904–1906 od strony Nalewek dobudowano drugi, sześciopiętrowy gmach. Pomiędzy budynkami biegła ulica Wyjazd.
Oprócz lokali handlowych w Pasażu Simonsa znajdowały się również biura, m.in. przed wybudowaniem własnego gmachu przy ul. Leszno w starszym budynku miał tam siedzibę Sąd Grodzki. W kompleksie mieścił się także największy warszawski żydowski klub sportowy Makabi Warszawa, w tym dwie sale do ćwiczeń – gimnastyczna i bokserska.
Starsza część kompleksu została zbombardowana w czasie obrony Warszawy we wrześniu 1939. Została spalona, a następnie częściowo rozebrana. Pozostawiono jedynie fragment budynku wzdłuż ulicy Nalewki. W marcu 1943 w pobliżu kompleksu, na skrzyżowaniu ulic Bielańskiej i Długiej z ul. Nalewki, miała miejsce akcja pod Arsenałem.
Podczas powstania warszawskiego w sierpniu 1944 roku nowsza część Pasażu Simonsa stanowiła polską redutę blokującą Niemcom dostęp do Starego Miasta. W jej piwnicach znajdował się powstańczy punkt sanitarny oraz schron dla ludności cywilnej. Gmach był wielokrotnie bombardowany i ostrzeliwany, a 19 lub 20 sierpnia został poważnie uszkodzony wybuchem pojazdu Borgward IV. 31 sierpnia budynek uległ zawaleniu wskutek nalotu niemieckich stukasów. Pod gruzami zginęło ok. 300 osób, w większości broniących reduty żołnierzy batalionu „Chrobry I”. 

### Po 1944 roku
Po wojnie żadna z części Pasażu Simonsa nie została odbudowana. W 1947 roku z ruin i piwnic nowszej części wydobyto 99 ciał.
Po gmachu pozostały ślady w postaci szczątków konstrukcji (fragmenty żelbetowych słupów) oraz zawalone piwnice. Teren włączono do Ogrodu Krasińskich i stworzono tam miejsce pamięci eksponujące artefakty.
Plany zbudowania na północnej części działki zajmowanej przez Pasaż Simonsa apartamentowca zostały w 2017 oprotestowane przez Związek Powstańców Warszawskich. Zdaniem powstańców w tym miejscu miały znajdować się szczątki ponad 200 osób, żołnierzy i osób cywilnych, które zginęły tam w sierpniu 1944. Domagali się oni wstrzymania budowy do czasu przeprowadzenia badań archeologicznych mających na celu ustalenie dokładnego miejsca spoczynku poległych. Zdaniem inwestora działka, na którym miał powstać apartamentowiec, znajduje się w miejscu starszej, południowej części Pasażu Simonsa i dawnej ul. Wyjazd, gdzie nie powinny znajdować się szczątki ludzkie z 1944 roku. W lipcu 2017 wojewódzki konserwator zabytków wszczął procedurę wpisania terenu do rejestru zabytków. Podczas zakończonych w sierpniu 2017 prac archeologicznych w miejscu planowanej inwestycji nie znaleziono ludzkich szczątków, a teren wyłączono spod opieki konserwatora. Budynek apartamentowy zrealizowano w III kwartale 2019
W 2024 na południowej części działki rozpoczęła się budowa drugiego apartamentowca; jego zaokrąglony narożnik stanowi nawiązanie do architektury Pasażu Simonsa.

## Upamiętnienia
- Dwie tablice Tchorka umieszczone w latach 50. przy ul. Długiej róg Bohaterów Getta (wolno stojąca) oraz na ścianie bloku przy al. „Solidarności” 66 (od strony ul. Długiej)[21].
- Pomnik ufundowany przez żołnierzy batalionu „Chrobry I” upamiętniający śmierć ok. 200 ich kolegów, odsłonięty 31 sierpnia 1989[2][22].
- W 2019 Rada Miasta nadała nazwę Pasaż Simonsa ciągowi pieszemu biegnącemu przez teren nieistniejącego kompleksu, od ul. Długiej do Ogrodu Krasińskich[23].